# Jack allein im Serienwahn
Jack allein im Serienwahn (Verweistitel Des Wahnsinns fette Beute, Originaltitel: Delirious) ist eine Filmkomödie des Regisseurs Tom Mankiewicz aus dem Jahr 1991.

## Handlung
Jack Gable arbeitet als Chefautor einer Seifenoper und ist heimlich in die Hauptdarstellerin Laura Claybourne verliebt. Bei einer Besprechung mit den Produzenten wird ihm eröffnet, dass diese nicht nur mit seinem Buch für die kommende Staffel unzufrieden sind, sondern dass sie zudem die Rolle der Rachel Hedison entfallen lassen wollen, da sie die überzogenen Gehaltsforderungen von Laura Claybourne nicht erfüllen möchten. Stattdessen wurde bereits eine neue Schauspielerin für die Rolle der Janet Dubois gecastet; zudem wurde mit Arnie Federman ein weiterer Drehbuchautor beauftragt, die hierzu nötigen Änderungen vorzunehmen. Als Jack über einen Ausflug das Wochenende nach Vermont vorbereitet, schließt sich ihm kurzentschlossen die von ihm angebetete Laura an. Sie hatte sich soeben von ihrem Freund Dennis getrennt, der als Dr. Paul Kirkwood ebenfalls in der Serie mitwirkt. Während Jack die Koffer ins Auto lädt, wird er durch die sich wieder vertragenden und küssenden Dennis und Laura abgelenkt, woraufhin ihm der Kofferraumdeckel auf den Kopf schlägt und er ohnmächtig wird.
Als er wieder zu sich kommt, macht er sich alleine auf den Weg nach Vermont. Schon kurz nach dem Verlassen der Stadt hat er einen Autounfall, bei dem er erneut das Bewusstsein verliert. Er erwacht im Krankenhaus von Ashford Falls, dem fiktiven Ort seiner eigenen Seifenoper. Zunächst glaubt er, das Filmteam spiele ihm einen Streich. Schnell stellt er jedoch fest, dass er sich nicht in einer Filmkulisse, sondern in einer real existierenden Stadt befindet. Er überzeugt seinen behandelnden Arzt, Dr. Kirkwood, ihn zu entlassen und verlässt das Krankenhaus, wo er Janet DuBois in die Arme läuft. Diese hält ihn für den Geschäftsmann Jack Gates, der die Erfindung ihres verstorbenen Vaters, eine Abnehmpille, kaufen will.
Jack erkennt schnell, dass er mit seiner Schreibmaschine Einfluss auf die Abläufe in Ashford Falls nehmen kann, indem er seine Wünsche in das Drehbuch einfließen lässt. Zunächst sorgt er dafür, dass sein beschädigter Wagen repariert wird. Als Nächstes verhindert er den von seinem Autorenrivalen Federman geschriebenen Tod der bisherigen Hauptdarstellerin Rachel. Jedoch scheitern all seine Bemühungen, Rachel für sich zu gewinnen; diese zeigt ihm weiterhin die kalte Schulter. Stattdessen vertieft sich seine Beziehung zu Janet Dubois, die von der Fabrikantenfamilie Hedison unter Druck gesetzt wird, die es auf die geheime Formel ihres Vaters abgesehen hat. Als plötzlich der wahre Jack Gates auftaucht, wird dieser von Jack Gable mittels einer Drehbuchänderung auf eine Geschäftsreise nach Cleveland geschickt.
Je mehr Jack das Herz von Rachel zu gewinnen versucht, desto häufiger kreuzen sich seine Wege mit Janet, bis Jack versehentlich seine Schreibmaschine demoliert. Zwischenzeitlich stellt sich heraus, dass Rachel und Janet bei der Geburt vertauscht wurden, und Janet die wahre Tochter des Fabrikanten Hedison ist. Dessen Sohn Blake wurde derweil auf Betreiben der intriganten Rachel von Dr. Kirkwood unter Drogen gesetzt, worauf er Janet anschießt. Verletzt wird sie zur Operation ins Krankenhaus gebracht. Diese wird von Dr. Kirkwood aufgeführt, der von Rachel dazu angestiftet wird, Janet bei der Operation zu Tode kommen zu lassen. Jack versucht, dem zuvorzukommen und arbeitet fieberhaft daran, seine Schreibmaschine zu reparieren. Er wird jedoch von Jack Gates gestellt, der aus Cleveland zurückgekehrt mit einer Schrotflinte auf ihn schießt und dabei die Schreibmaschine endgültig zerstört.
Jack erwacht in den Kulissen seiner Seifenoper, wo sich die Schauspieler Laura und Dennis nach seiner vom Kofferraumdeckel ausgelösten Ohnmacht um ihn gekümmert hatten. Er erkennt zwar, dass seine Erlebnisse in Ashford Falls nur eine Fantasie waren, hat aber hierdurch seine Meinung über das Drehbuch und die Schauspieler geändert. Zunächst eröffnet er Laura, dass sie ihre Rolle verlieren wird; danach sucht er das Gespräch mit den Produzenten, bei denen er sich mit seinen Vorstellungen für die nächste Staffel durchsetzt. Zuletzt trifft er auf Louise und wird sich seiner Gefühle für sie bewusst.

## Hintergrund
Dies war der zweite und letzte Spielfilm von Regisseur Tom Mankiewicz, der zuvor die Komödie Schlappe Bullen beißen nicht mit Dan Aykroyd und Tom Hanks inszeniert hatte. In kleinen Nebenrollen treten Margot Kidder und Robert Wagner (als Jack Gates) auf. Der Film wurde für das deutschsprachige Publikum zweimal synchronisiert, hierbei wurde Andreas Mannkopff durch Peter Kirchberger ersetzt. 2002 erschien der Film in Deutschland erstmals auf DVD; 2019 wurde er zusammen mit Unsere feindlichen Nachbarn auf DVD und Blu-ray veröffentlicht.

## Synchronisation
Die Synchronarbeiten übernahm die Berliner Synchron GmbH.
| Rolle                             | Schauspieler     | Synchronsprecher       |
| --------------------------------- | ---------------- | ---------------------- |
| Jack Gable                        | John Candy       | Andreas Mannkopff      |
| Janet Dubois / Louise             | Mariel Hemingway | Maud Ackermann         |
| Rachel Hedison / Laura Claybourne | Emma Samms       | Cornelia Meinhardt     |
| Carter Hedison                    | Raymond Burr     | Heinz Giese            |
| Blake Hedison                     | Dylan Baker      | Frank Schaff           |
| Ty Hedison                        | Charles Rocket   | Torsten Sense          |
| Dr. Paul Kirkwood / Dennis        | David Rasche     | Hans-Jürgen Dittberner |
| Helen Caldwell                    | Andrea Thompson  | Heike Schroetter       |
| Mickey                            | Zach Grenier     | Eberhard Prüter        |
| Lou Sherwood                      | Jerry Orbach     | Joachim Pukaß          |

## Kritik
„Die schräge Medienfarce bot dem Komiker John Candy […] eine wahre Paraderolle. Fazit: Als Satire zu lasch, aber Candy verwöhnt uns.“

„Gelungene Persiflage auf amerikanische Seifenopern, die eine Reihe gelungener Einfälle und einen wohltuend zurückhaltenden Hauptdarsteller vorzuweisen hat.“